# تيم ريان (لاعب كرة قدم أمريكية أمريكي)
تيم ريان (بالإنجليزية: Timothy Thomas Ryan)‏ هو لاعب كرة قدم أمريكية أمريكي، ولد في 2 سبتمبر 1968 في كانساس سيتي في الولايات المتحدة.

## وصلات خارجية
- تيم ريان (لاعب كرة قدم أمريكية أمريكي) على موقع مرجع كرة القدم المحترفة.كوم (الإنجليزية)
- تيم ريان (لاعب كرة قدم أمريكية أمريكي) على موقع IMDb (الإنجليزية)